# Il était une fois un flic
Pour les articles homonymes, voir Il était une fois.
Pour plus de détails, voir Fiche technique et Distribution.
Il était une fois un flic est une comédie policière franco-italienne réalisée par Georges Lautner, sortie en 1972 avec dans les rôles principaux, Michel Constantin, Mireille Darc et Michael Lonsdale.

## Synopsis
Nice, 1971. Un trafiquant de drogue, Maurice Lopez, est abattu. La police trouve une lettre pour son frère Louis, vivant à Tunis, l'invitant à venir s'installer sur la Côte d'Azur avec sa famille. Campana, un commissaire de la brigade des stupéfiants, décide d'endosser le rôle de ce frère pour infiltrer l'organisation illégale. Sa mission se complique lorsqu'il doit cohabiter avec Françoise, sa fausse épouse, et le fils de celle-ci âgé de 9 ans. En outre, des collègues de la brigade criminelle, non informés de la substitution, ne cessent de lui mettre des bâtons dans les roues.

## Fiche technique
- Titre : Il était une fois un flic
- Titre de tournage La Couverture
- Réalisation : Georges Lautner
- Scénario : Georges Lautner et Francis Veber, d'après le roman TTX 75 en famille, de Richard Caron, éditions Fleuve Noir (collection « Espionnage », no 705), Paris, 1968, 250 pages.
- Photographie : Maurice Fellous
- Décors : Damien Lanfranchi
- Musique : Eddie Vartan
- Son : Louis Hochet
- Montage : Michelle David
- Assistants réalisateur : Robin Davis et Claude Vital
- Production : Alain Poiré
- Société de production : Gaumont
- Pays d'origine :  France |  Italie
- Format : couleur - 1,66 - Mono - 35 mm
- Genre : comédie policière
- Durée : 95 minutes
- Tournage : octobre 1971
- Date de sortie : 11 février 1972, France

## Distribution
- Michel Constantin : le commissaire Campana alias Louis Lopez
- Mireille Darc : Christine alias Françoise
- Michael Lonsdale : le commissaire Lucas
- Venantino Venantini : Felice, le tueur
- Henri Guybet : un inspecteur de la PJ
- Jean-Jacques Moreau : un inspecteur de la PJ
- Daniel Ivernel : Ligmann
- Robert Dalban : le commissaire Chauvet
- Phyllis Major : Marianna Halifax
- Robert Castel : Rodriguez, un homme de Manoni
- Hervé Hillien : Bertrand, le fils de Christine
- Alain Delon : l'homme qui cherche Rodriguez un étage trop haut (cameo, non crédité)
- Charles Southwood : un agent du Bureau américain des narcotiques
- Jean Luisi : le second chauffeur de taxi
- Fransined : le premier chauffeur de taxi
- Henri Cogan : un homme de Manoni
- Dado Crostarosa : un des deux jeunes Portugais
- Giuliano Disperati: le deuxième tueur
- Ghislain Oyac: le secrétaire de Manoni
- Paul Clerici
- Jeanne Costi
- Daniel Auguste: un policier
- Pitsolu Dimitrius
- Charly Bertoni : un agent du Bureau des narcotiques
- Jean Panisse: le policier livreur de drogue
- Claude Rossignol: le policier livreur de drogue
- Jean Marsiglia : un pompier
- Bernard Fontaine : le frère de Louis Lopez

## Lieux de tournage
Le film a été tourné dans les Alpes-Maritimes, dans le sud-est de la France:
- à Nice:
  - studios de la Victorine, au 16 avenue Édouard-Grinda,
  - jardin Alsace-Lorraine, au 30-32 boulevard Gambetta (Bertrand entraîne ses « parents »dans un parc pour y jouer),
  - Boscolo Hôtel Atlantic, 12 boulevard Victor-Hugo,
  - restaurant La Trappa, rue Gilles Gilly Vieux-Nice,
- à Menton, basilique Saint-Michel-Archange,
- à Villefranche-sur-Mer, hôtel Welcome,
- à Cannes, au château d'eau de Super-Cannes

## Appréciation critique
« Il était une fois... une comédie policière, pleine d'entrain et de drôlerie. […] Gags noirs (le cadavre-qui-fait-rire est une des spécialités du réalisateur) et gags roses alternent avec bonheur. Costaud, bougon, ahuri, attendri, Michel Constantin est excellent dans le rôle du policier rabroué par les « siens », rossé par ses collègues, empêtré dans un réseau inextricable d'alliés et d'adversaires. Charme de Mireille Darc, flegme de Michel Lonsdale, naturel du jeune Hervé Hillien. »

— Jean de Baroncelli, Le Monde, 16 février 1972

« Enfin un excellent film commercial. […] La réalisation est soignée ; belles images de Nice, décors intérieurs adaptés aux personnages. Jeu parfait des acteurs, et tout particulièrement d'un gamin de neuf ans, Bertrand (Hervé Hillien), dont la spontanéité sonne toujours juste. […] On rit beaucoup et jamais sottement. »

— Jacqueline Lajeunesse, La Saison cinéma 72

## Autour du film
- Le film a été à l'origine un synopsis écrit pour le cinéma, sous le titre La Couverture, par Richard Caron et Francis Veber. Les deux auteurs n'étant pas parvenus à vendre leur idée de scénario, Richard Caron en a ensuite, avec l'accord de Francis Veber, tiré un roman intitulé TTX 75 en famille. Plusieurs années plus tard, le synopsis a finalement suscité l'intérêt de Georges Lautner, et Francis Veber a été chargé de participer à l'adaptation du livre tiré de son synopsis d'origine. C'est à cette occasion que Francis Veber remporte son premier succès au cinéma, qui lui permet de devenir l'un des scénaristes attitrés de Gaumont[2]
- À noter, une apparition d'Alain Delon (non crédité) en tant qu'homme qui cherche Rodriguez un étage trop haut.
- La maîtresse de Lopez, Marianna Hallifax, est interprétée par Phyllis Major célèbre mannequin des années 1960-70. Elle épousa en 1975 le chanteur américain Jackson Browne, et se donna la mort en mars 1976 à l'âge de 30 ans.
- Lorsque le personnage de Rodriguez s'étonne que Lopez/Campana n'a pas l'accent pied-noir, celui-ci répond qu'il a vécu de nombreuses années à Billancourt, ce qui constitue un clin d'œil à la vie réelle de Michel Constantin.
- Pendant la scène de l'assassinat de Marianna Halifax, maîtresse de Lopez, la bande son est constituée de deux chansons interprétées par Nanette Workman : Il était une fois Mariana, variation du thème du film (paroles : N. Workman; musique : E. Vartan), et Il était une fois un tueur (paroles & musique: N. Workman).